# Смак Європи
«Смак Європи» — кулінарно-політична програма на каналі ТВі. Ведучий програми — польський політик Павел Коваль. 

## Про програму
За концепцією програми, ведучий розповідає про прості рецепти, які кожен може приготувати з типових для України продуктів. Кулінарія у програмі є передмовою для розмови про «важливі політичні справи» (переважно дотичні до Європи) із гостем програми. На програму переважно запрошують українських політиків та громадських діячів.
Хоча Павел Коваль вміло говорить російською, під час зйомок він здебільшого спілкується польською.
Зйомки програми розпочалися 18 серпня 2012 року.

## Резонанс
Інформація про нову роль польського політика отримала розголос у Польщі. Зокрема доктор Войцєх Цваліна, співавтор книжки «Політичний маркетинг», зауважив, що «публічні приготування страви» — це суттєвий елемент політичного іміджу, і що:
|  | Павел Коваль у фартуху з черпачком — це для звичайного громадянина хтось значно привабливіший за занудливого політика у костюмі. |

За словами Павела Коваля, він був здивований зацікавленню програмою, адже її ідея дуже проста.